# عادل فقيه
عادل محمد فقيه سياسي ومهندس سعودي. شغل منصب وزير الاقتصاد والتخطيط في المملكة العربية السعودية 29 أبريل 2015 حتى 4 نوفمبر 2017. شغل قبلها منصب وزير العمل السعودي منذ 18 أغسطس 2010، وكلف وزيرًا مؤقتاً للصحة منذ 21 أبريل 2014. وتم إنهاء تكليفه بتعيين الدكتور محمد بن علي آل هيازع وزيرًا للصحة في 8 ديسمبر 2014. كان أمينًا لمحافظة جدة منذ (7 مارس 2005 وحتى 18 أغسطس 2010).
في يوم 4 نوفمبر 2017 أعفي عادل فقيه من منصبه كوزير لوزارة الاقتصاد والتخطيط وتم تعيين محمد التويجري خلفًا له.

## نشاته وحياته
ولد في مكة المكرمة عام 1958، ووالده هو الشاعر ورجل الأعمال محمد بن عبد القادر فقيه. حصل فقيه على شهادة جامعية في الهندسة الصناعية من جامعة الملك عبد العزيز في جدة.

## مسيرته العملية
شارك فقيه في مسيرته العملية في الكثير من المجالس والأمانات في كثير من مناطق المملكة العربية السعودية منها : عضو مجلس منطقة مكة المكرمة، وعضو مجلس محافظة جدة، ورئيس لجنة الخدمات والتطوير بمجلس محافظة جدة، ورئيس وحدة تنمية وتطوير الخدمات والمرافق بمجلس منطقة مكة المكرمة، وعضو المجلس البلدي لمحافظة جدة، وعضو الهيئة العليا لتطوير منطقة مكة المكرمة، وعضو لجنة الحج. كما شغل فقيه أيضا رئيس مجلس إدارة الغرفة التجارية الصناعية بجدة، ورئيس مجلس إدارة بنك الجزيرة، وعضو مجلس إدارة الهيئة العليا لتطوير منطقة حائل، وعضو في الهيئة العامة للسياحة والآثار السعودية (الهيئة العامة للسياحة والتراث الوطني حاليا)، وعضو في الهيئة الملكية للجبيل وينبع، وعضو لمجلس إدارة صندوق تطوير الموارد البشرية، وعضو لمجلس إدارة هيئة تقويم الخدمات الكهربائية والإنتاج المزدوج، وعضو لمجلس إدارة شركة المراعي.
تولى منصب امين محافظة جدة في (7 مارس 2005 -18 أغسطس 2010). عين كوزير العمل منذ 18 أغسطس 2010 (الموافق 8 رمضان 1431) خلفا للدكتور غازي القصيبي ورئيس مجلس إدارة المؤسسة العامة للتأمينات الاجتماعية ورئيس مجلس صندوق تنمية الموارد البشرية السعودي. وكان قبل توليه منصب الوزير أمينا لمحافظة جدة، ورئيسًا مجلس إدارة مجموعة صافولا. وصدر أمر ملكي في 21 أبريل بتكليفه للقيام بعمل وزير الصحة.